# Joseph McCarthy
Pour les articles homonymes, voir MacCarthy.
Joseph Raymond McCarthy, né le 14 novembre 1908 à Grand Chute (Wisconsin) et mort le 2 mai 1957 à Bethesda (Maryland), est un avocat et homme politique américain.
Originellement affilié au Parti démocrate, McCarthy rejoint le Parti républicain pendant la Seconde Guerre mondiale alors qu'il est encore en service actif. En 1944, il tente de se faire élire au Sénat des États-Unis mais échoue à obtenir l'investiture du parti face à Alexander Wiley, le sénateur sortant du Wisconsin. Retentant sa chance deux ans plus tard, il bat le sénateur sortant Robert M. La Follette Jr. (en) lors de la primaire républicaine et est vainqueur du démocrate Howard J. McMurray (en) lors de l'élection générale, lui permettant d'entrer au Sénat et d'y rejoindre son ancien rival Wiley, le 3 janvier 1947.
Sénateur discret durant ses trois premières années au Congrès, McCarthy se fait connaître le 9 février 1950 en prononçant un discours sur les « ennemis de l'intérieur » dans lequel il affirme détenir une liste de « membres du Parti communiste et [...] d'un réseau d'espionnage » qui « infestent » le département d'État des États-Unis et « façonne sa politique ». Accédant à une notoriété nationale après ce discours, McCarthy multiplie, dans les années qui suivent, les accusations de contagion communiste au sein du département d'État, mais aussi de l'administration du président Truman, de La Voix de l'Amérique, de l'US Army et d'Hollywood, donnant lieu à des enquêtes qui contribuent à créer un climat de paranoïa anticommuniste, connu sous le nom de « Chasse aux Sorcières », « Seconde Peur rouge » (Second Red Scare) ou encore « maccarthysme » (ce dernier terme étant rentré dans le langage courant pour désigner tout sapage de réputation ou campagne de dénigrement visant à éliminer une opposition, le plus souvent de gauche, au nom de la sécurité nationale).
Les campagnes de dénigrement de McCarthy, à l'origine de sa célébrité, finissent par provoquer sa disgrâce en 1954, notamment après que nombre de ses accusations se sont révélées infondées (en outre, aucune de ses enquêtes ne débouche sur une inculpation pour espionnage) et qu'un collègue (le sénateur Lester C. Hunt du Wyoming) qu'il a fait chanter s'est suicidé. Le 2 décembre 1954, le Sénat américain adopte par 67 voix contre 22 une motion de censure à l'égard de McCarthy et celui-ci retombe dans l'oubli, ses trois dernières années au Sénat étant autant si ce n'est plus insignifiantes que ses trois premières.
Dépendant de la morphine et de l'alcool, Joseph McCarthy décède d'une hépatite aiguë (probablement causée par son alcoolisme) le 2 mai 1957 à l'hôpital naval de Bethesda.

## Biographie

### Jeunesse et début de carrière
McCarthy est né dans une ferme de la ville de Grand Chute, dans le Wisconsin. Il est le cinquième des sept enfants de Timothy McCarthy et de Bridget Tierney, famille catholique de fermiers.
Sa grand-mère paternelle est d'origine allemande, et ses trois autres grands-parents d'origine irlandaise. McCarthy abandonne ses études au lycée à l'âge de 14 ans afin d'aider ses parents à l’exploitation familiale, pour les reprendre plus tard dans la Little Wolf High School de Manawa et obtenir son diplôme en une année, le seul de l'histoire de son lycée à avoir accompli pareille performance. Ambitieux, McCarthy se lance simultanément dans des études d'ingénieur et de droit, obtenant un diplôme dans cette seconde spécialité à l'université Marquette, à Milwaukee, entre 1930 et 1935. Admis à l'association du barreau en 1935, il travaille dans un cabinet d'avocats à Shawano et se lance alors dans une campagne électorale infructueuse pour le poste de District Attorney sous l'étiquette démocrate dès 1935. En 1939, il devient le plus jeune juge de l'histoire du Wisconsin mais provoque des controverses quant à la rapidité de ses jugements, notamment ses fameux « divorces minute ».

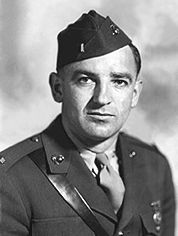
McCarthy pendant son service dans les Corps des Marines des États-Unis.

En 1942, McCarthy se met en retrait de son poste de juge pour s'engager comme simple soldat dans le Corps des Marines des États-Unis, où il sera promu ensuite au grade de lieutenant.
Il sert comme officier de renseignements pour une escadrille de bombardement basée dans les îles Salomon et à Bougainville. Il participe ainsi à 11 missions comme photographe et mitrailleur de queue, obtenant une Distinguished Flying Cross en 1952 ; l'attribution de cette médaille a été plus tard soumise à enquête et contestée — McCarthy sera également cité négativement par l'amiral Chester Nimitz pour s'être prétendu victime d'une blessure de guerre, alors qu'il s'était cassé le pied lors d'une cérémonie sur un bateau.
Encore en service en 1944, il fait campagne pour obtenir l'investiture républicaine en vue de l'élection sénatoriale américaine au Wisconsin mais il est largement battu par le sénateur sortant Alexander Wiley lors des primaires, obtenant quasiment deux fois moins de voix que ce dernier. Démissionnant des Marines en avril 1945 et réélu sans concurrent à ses fonctions judiciaires, il entreprend une campagne énergique pour l'élection sénatoriale américaine de 1946 au Wisconsin (en), financée en partie par les investissements boursiers qu'il avait faits pendant la guerre. McCarthy obtient de peu (47,25 % des suffrages contre 46,03) l'investiture républicaine face au sénateur sortant Robert M. La Follette Jr. (en) qui avait été constamment réélu depuis 1926, puis il bat facilement son concurrent démocrate Howard J. McMurray (en) arrivant en tête du scrutin dans tous les comtés de l'État à l'exception de celui de Dane.

### Carrière sénatoriale
Entre 1946 et 1949, les trois premières années de McCarthy au Sénat se passent sans incident particulier. Il est même perçu comme une personne chaleureuse et amicale. Il fait cependant l'objet de critiques pour avoir pris la défense d'un groupe de soldats SS condamnés à mort lors d’un procès pour leur rôle dans le massacre de prisonniers de guerre américains à Malmedy et autres endroits en Belgique au cours de la bataille des Ardennes, en 1944. Les condamnations à mort des nazis seront commuées en réclusion à perpétuité grâce à McCarthy, qui conteste néanmoins que l'instruction et le procès se soient déroulés en bonne et due forme. Il relaye notamment des accusations selon lesquelles les accusés auraient été torturés durant les interrogatoires précédant le procès. Face au caractère infondé et passablement fantaisiste de ces rumeurs, de nombreuses personnes accusent alors McCarthy d'être tombé sous l'influence de néonazis.
McCarthy, en homme ambitieux et avide de popularité, rebondit en faisant des tournées de discours, intervenant devant de nombreuses organisations sur des sujets très divers. Dans une de ses campagnes les plus remarquées, il propose ainsi des lois immobilières et s'oppose au rationnement du sucre. Durant la présidence de Harry S. Truman, il acquiert une notoriété nationale après un discours prononcé le 9 février 1950, devant le Club des femmes républicaines de Wheeling, en Virginie-Occidentale. Les paroles prononcées par McCarthy n'ont pas été enregistrées de façon fiable, la présence des médias étant minimale, et sont donc sujettes à débat, mais il est généralement admis qu'il y a exhibé une feuille de papier qu'il prétend alors être une liste de communistes notoires travaillant au département d'État. McCarthy aurait notamment déclaré :

« Je tiens là une liste de 205 personnes dont le secrétaire d'État sait qu'elles sont affiliées au Parti communiste et qui sont néanmoins en poste et façonnent la politique du département d'État. »

McCarthy déclara par ailleurs qu'il faisait allusion à 57 « communistes notoires », le nombre de 205 faisait référence au nombre de personnes travaillant au département d'État et qui, pour une raison ou une autre, n'auraient pas dû être en poste. Ce chiffre finit par acquérir une certaine importance lorsqu'il fut utilisé comme point de départ à une accusation de parjure contre McCarthy.
Il existait en effet une liste du département d'État des employés problématiques, parfois pour des raisons de loyauté, mais aussi pour ivrognerie ou incompétence. Le discours de McCarthy, dans un pays inquiet de l'agressivité de l'Union soviétique en Europe et de la guerre de Corée en Asie, en plein procès Alger Hiss et pendant l'affaire Amerasia (en), fait l'effet d'une traînée de poudre. La population prit les accusations de McCarthy comme une explication de la chute de la Chine aux mains de Mao Zedong et même du développement de l'arme nucléaire soviétique l'année précédente.

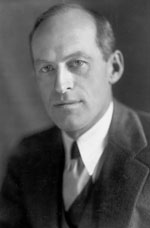
Le sénateur démocrate, opposant et victime de McCarthy.

La réaction des médias étonna McCarthy lui-même, l'amenant à réviser ses accusations et ses chiffres dans les jours qui suivirent, un mouvement qui allait devenir sa marque de fabrique. À Salt Lake City, quelques jours plus tard, il mentionna un chiffre de 57, puis au Sénat, le 20 février, le chiffre de 81 ; il donna un discours marathon détaillant chacun des cas, les preuves étant pour la plupart ténues ou inexistantes, mais l'effet du discours fut néanmoins considérable. Le Sénat convoqua le comité Tydings (en) pour examiner l'accusation, qui se révéla sans fondement. Trois jours après que le Comité eut écarté ces accusations, le FBI arrêtait Julius Rosenberg pour espionnage et pour sa participation dans les fuites du projet Manhattan afin d'accélérer l'acquisition de l'arme nucléaire par l'Union soviétique.
Pour McCarthy, il fut facile de reformuler ses accusations et de continuer à les marteler devant la presse et au Sénat. L'utilisation habile des médias permit à McCarthy de faire couvrir largement ses nouvelles accusations, tout en laissant sous silence les anciennes qui venaient d'être invalidées.
McCarthy se lança aussi dans la destruction politique de ses contradicteurs, une tactique couronnée par sa campagne contre le sénateur démocrate quatre fois réélu Millard Tydings (en) lors de l'élection sénatoriale américaine de 1950 au Maryland (en) ; cette victoire intimida les critiques. McCarthy avait fait distribuer une photographie truquée de Tydings en compagnie du leader communiste Earl Browder, ce qui mit un terme à la carrière de Tydings dans ce qui allait devenir « l'élection la plus sale de l'histoire de la politique américaine ».

### Croisade anticommuniste
Entre 1950 et 1953, McCarthy répéta ses accusations selon lesquelles le gouvernement n'agissait pas contre l'infiltration communiste dans ses rangs ; il y gagna un vaste soutien populaire et des sources de revenus importantes. Ses finances furent l'objet d'une enquête sénatoriale en 1952, dont le rapport signalait des irrégularités et des comportements contestables, mais rien qui justifiât une action en justice. Le 19 septembre 1953, il épousa dans la cathédrale Saint-Matthieu de Washington, Jean Fraser Kerr (1924 - 1979), ancienne reine de beauté devenue assistante chercheuse dans son équipe en 1948 et avec qui il adoptera une fille en janvier 1957, Tierney Elizabeth.
Après sa réélection triomphale de 1952, à laquelle ses accusations ont largement contribué, le Parti républicain le nomma président du « Sous-comité sénatorial d'enquête permanent ». Néanmoins, son manque de fiabilité et sa façon de se soustraire aux questions précises l'empêchent de gagner la confiance du parti (particulièrement du président Dwight D. Eisenhower, qui aurait déclaré : « Je n'irai pas faire un concours de qui pisse le plus loin avec cette espèce de putois »). L'une des têtes de Turc favorites de McCarthy fut le général George C. Marshall, que McCarthy traitait de menteur et de traître, de concert avec le sénateur William E. Jenner (en) de l'Indiana. Eisenhower écrivit un discours dans lequel il inclut une défense enflammée du général Marshall, que des soutiens de McCarthy parvinrent à lui faire retirer. Harry Truman en éprouva du ressentiment à l'égard d'Eisenhower, qu'il traita de couard. Truman considérait Marshall comme un des plus grands héros de l'histoire des États-Unis.

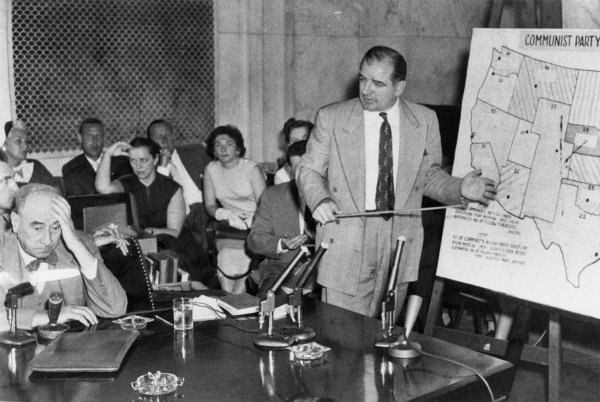
Joseph McCarthy face au chef du service juridique de l'US Army, le 9 mai 1954.

À la différence de la « Commission parlementaire aux activités anti-américaines » et du « Sous-comité interne de sécurité du Sénat », le comité de McCarthy qui se concentrait initialement sur les universitaires, le parti démocrate ou la presse, s'en prit aux fonctionnaires subalternes des institutions gouvernementales. Il commença par une enquête sur la bureaucratie de Voice of America, et obtint le retrait de livres prétendument pro-communistes à la bibliothèque du département d'État. Entre-temps, McCarthy continuait de porter des accusations sur des influences communistes au sein du gouvernement, ce qui exaspérait Eisenhower ; ce dernier rechignait à se confronter publiquement à McCarthy en raison de sa popularité croissante, mais il le considérait comme dangereux et hors de tout contrôle, et entreprit de le faire démettre de son poste par différentes manœuvres.
Un certain nombre de personnes démissionnèrent précocement de leur poste au comité, notamment Robert F. Kennedy, qui en vint littéralement aux mains avec le conseiller en chef de McCarthy, Roy Cohn. Ces démissions entraînèrent la nomination de Matthews comme directeur exécutif. Ce dernier était un ancien membre de plusieurs organisations de « front communiste », et se vantait d'avoir été membre de plus d'organisations de ce genre qu'aucun autre Américain ; cependant, après être tombé dans la disgrâce des groupes radicaux des années 1930, il se transforma en un fervent anticommuniste. Matthews était ministre du culte méthodiste et se faisait souvent appeler « docteur Matthews », bien qu'il n'en eût pas le titre. Il démissionna plus tard, après sa description des sympathies communistes dans le clergé protestant, avec son papier titré « Les Rouges dans nos églises », qui avait fait scandale parmi les sénateurs. Pendant cette période critique, McCarthy maintint son contrôle sur le sous-comité et dicta ses choix dans l'embauche des employés, ce qui suscita plusieurs démissions supplémentaires.

### McCarthy et Truman
En 1947, peu d'employés du gouvernement américain savaient que les preuves de l'espionnage soviétique massif au sein du gouvernement étaient récoltées par deux organisations : le FBI menait une enquête de contre-espionnage et le Signal Intelligence Service de l'armée américaine, à Arlington Hall, décryptait les communications soviétiques. Chaque service travaillait sur le même sujet en ignorant les activités de l'autre. Aussi, lorsque McCarthy accusa le gouvernement Truman de protéger des agents soviétiques en connaissance de cause, ses accusations parurent vraisemblables à de larges franges du public américain.
McCarthy et le maccarthysme étaient en partie un problème de politique électorale : ils cherchaient à faire passer le président Truman et le Parti démocrate pour des faibles, voire des traîtres à la solde des communistes. Ces accusations tombèrent à plat à propos de Truman, lequel, ignorant les décryptages du projet Venona qui confirmaient l'interrogatoire d'Elizabeth Bentley, considérait McCarthy comme « le meilleur atout du Kremlin » pour sa capacité à diviser le pays.

### McCarthy et Eisenhower
Dwight D. Eisenhower, candidat à la présidence de 1952, désapprouvait les tactiques de McCarthy, mais fut néanmoins contraint de faire une partie de sa tournée électorale avec lui, dans le Wisconsin. Il comptait y faire un commentaire dénonçant le programme de McCarthy, mais finit par couper cette partie de son discours, sur le conseil d'un de ses collègues conservateurs. Il fut par la suite vivement critiqué pendant sa campagne pour avoir cédé à la pression de son parti et abandonné ses convictions personnelles. Après qu'il eut été élu président, il fit clairement savoir à son entourage qu'il n'approuvait pas McCarthy, et prit des mesures actives[réf. nécessaire] pour obtenir l'arrêt de ses activités.
La chute de McCarthy est due en partie à son attaque frontale contre le président Eisenhower, contre les fonctionnaires de la CIA et des héros de guerre de l'Armée des États-Unis. D'un côté, ce dernier, qui détestait McCarthy, travaillait en sous-main à le faire démettre et à limiter son influence ; mais de l'autre, la façon dont Eisenhower évitait la confrontation frontale pourrait avoir prolongé le pouvoir de McCarthy en démontrant que des figures aussi éminentes qu'Eisenhower n'osaient pas le critiquer directement.

### La chute de McCarthy

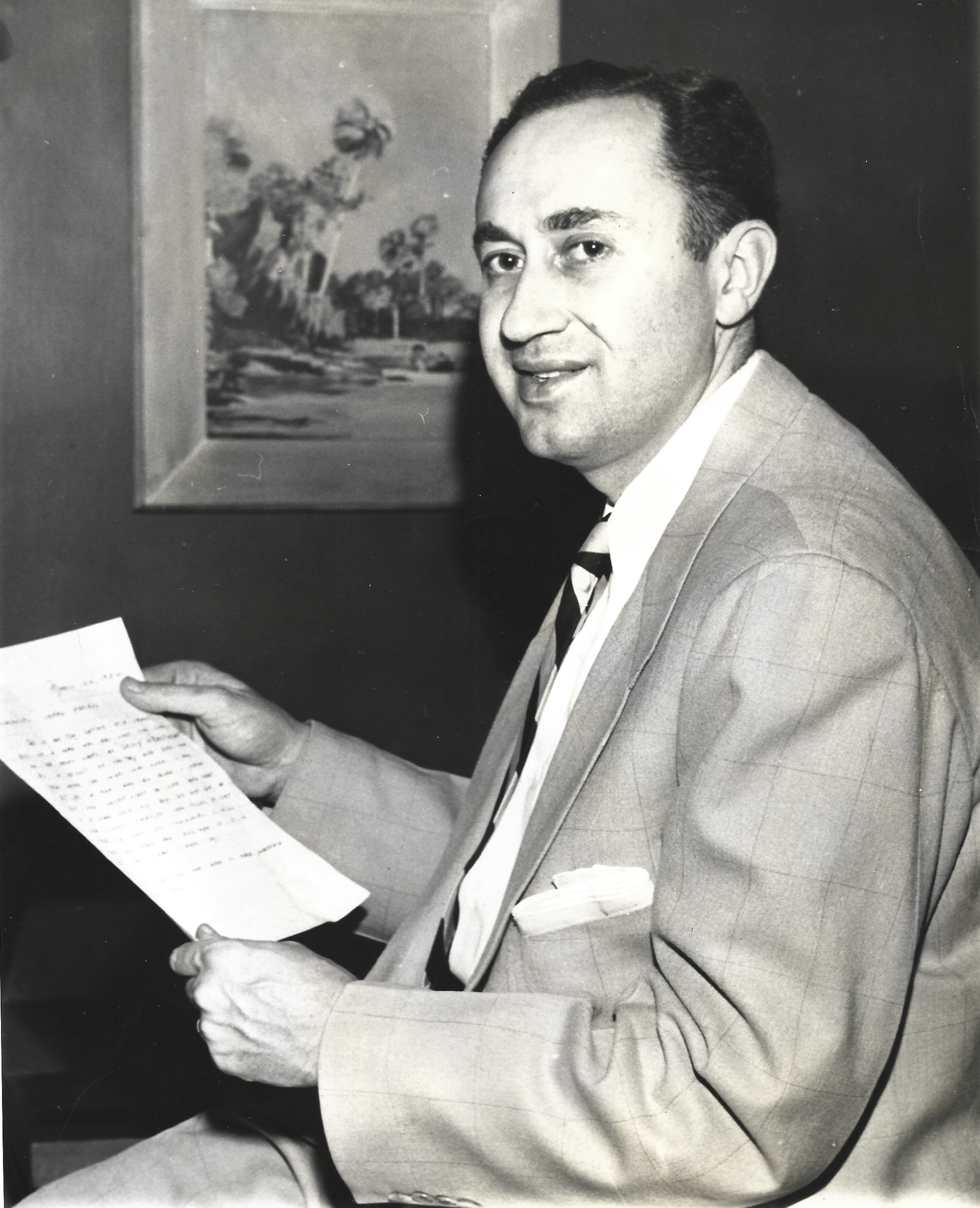
Le major faisant part d'une lettre de menace qu'il a reçu lors des audiences, le 7 avril 1954.

À l'automne 1953, le comité McCarthy se lança dans son enquête au sein de l'Armée des États-Unis. Il cherchait, sans succès, à démasquer un réseau d'espionnage dans le Army Signal Corps. Le comité en était venu à concentrer son attention sur un dentiste new-yorkais du nom de Irving Peress (en), qui avait été incorporé comme capitaine dans l'armée, et qui avait refusé de répondre à des questions concernant l'appartenance à des « organisations subversives » sur les formulaires du département de la Défense, et qui avait été recommandé à la démobilisation par le Chirurgien général de l’armée en avril 1953. Malgré cela, il demanda et reçut une promotion au rang de major en octobre de la même année. Roy Cohn informa le conseiller général de l’armée John G. Adams (en) de ces faits en décembre 1953 et Adams promit d’ouvrir une enquête.
Comme aucune action n’avait été ouverte contre Peress le mois suivant, McCarthy le fit comparaître devant le Comité le 30 janvier 1954. Peress s’appuya vingt fois sur le Cinquième Amendement quand il fut interrogé sur son appartenance au Parti communiste des États-Unis d'Amérique, sur sa participation à une école d’entraînement communiste et sur ses efforts pour enrôler du personnel militaire dans le Parti communiste. Deux jours plus tard, McCarthy envoya une lettre au secrétaire à l'Armée Robert T. Stevens (en) résumant le témoignage de Peress et demandant qu’il soit appelé à comparaître devant la cour martiale, et que l’armée retrouve qui avait promu Peress, sachant qu’il était un communiste. Le jour même, Peress demanda sa démobilisation, qu’il obtint du brigadier général Ralph Wise Zwicker (en).

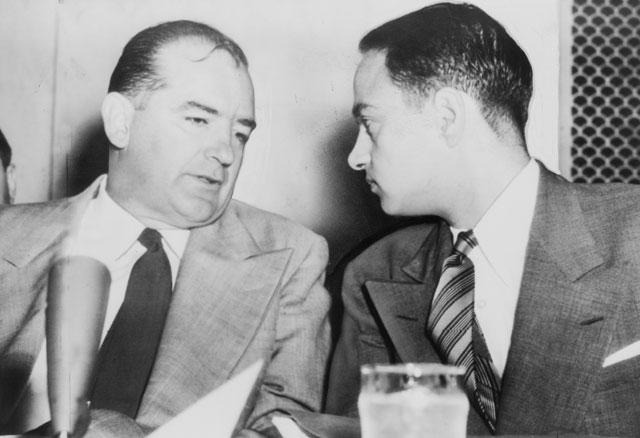
McCarthy discutant avec Roy Cohn lors des audiences en 1954.

En revenant sur cette question, McCarthy s'attira la fureur des médias à propos de son traitement du brigadier général Zwicker. Entre autres choses, McCarthy comparait l'intelligence de Zwicker à celle d'un enfant de cinq ans, et déclarait que Zwicker n'était pas apte à porter l'uniforme de général. Charles Potter fut l'un des quelques sénateurs républicains à rompre une lance contre McCarthy ; il écrivit une philippique sur la question, Day of Shame (Jour de Honte), décrivant McCarthy comme une brute terrorisant ses concitoyens. Le traitement de Zwicker, héros de guerre décoré, l'avait particulièrement indigné. Au début de l’année 1954, l’armée accusa McCarthy et son conseiller en chef Roy Cohn d’exercer des pressions pour un traitement de faveur de G. David Schine (en), ami et ancien adjoint de Cohn. McCarthy réfuta ces accusations, faites selon lui en représailles de ses déclarations sur Zwicker l’année précédente.

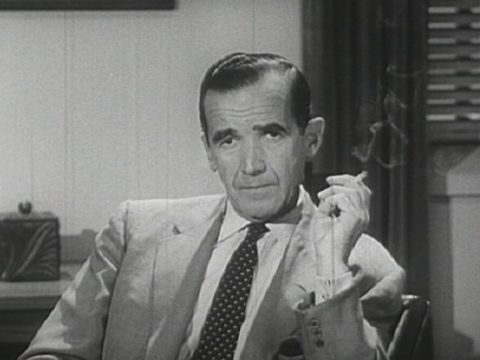
Edward R. Murrow, père du journalisme audiovisuel à l'origine de la chute de McCarthy.

Une des attaques les plus virulentes contre les méthodes de McCarthy fut un épisode de la série documentaire See It Now animée par Edward R. Murrow, qui fut diffusé le 9 mars 1954. L’émission consistait en des extraits de discours de McCarthy, où celui-ci accusait le Parti démocrate de « vingt ans de trahison » (1933-1953) ; il portait la même accusation à l'égard des administrations de Franklin Delano Roosevelt et Harry S. Truman et insultait deux témoins, dont le brigadier général Zwicker.
Le reportage de Murrow, couplé à l’affaire de David Schine la même année, déclencha une lourde perte de popularité de McCarthy car il s’agissait de la première remise en cause publique de ses agissements par des personnalités respectables. Pour contrer cette mauvaise publicité, McCarthy fit une apparition dans See It Now trois semaines plus tard et y émit diverses attaques personnelles contre Murrow. Cette réponse fut mal accueillie par le public et fit décroître d’autant plus sa popularité.

### Déchéance et mort

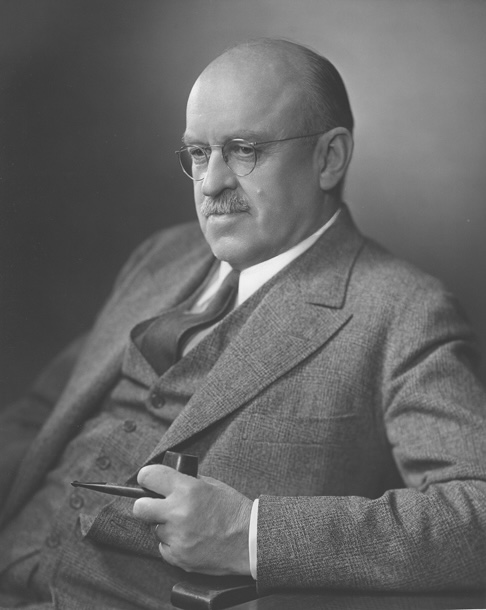
Le sénateur républicain Ralph Flanders à l'initiative de la motion de censure contre McCarthy.

Le 2 décembre 1954, McCarthy est censuré par le Sénat américain par 67 voix contre 22, qui vote une motion de blâme et lui retire la présidence du sous-comité d’enquête. Même si McCarthy conserve sa charge de sénateur, cette décision ruine définitivement sa carrière en tant que figure majeure de la politique américaine. Afin de ne pas avoir à se prononcer, John Fitzgerald Kennedy, élu démocrate du Massachusetts, est absent au moment du vote, ayant volontairement prolongé son séjour dans un hôpital.
Sombrant dans l’alcoolisme, McCarthy meurt à l'hôpital naval de Bethesda le 2 mai 1957 d'une hépatite aiguë, probablement liée à son abus de boisson.

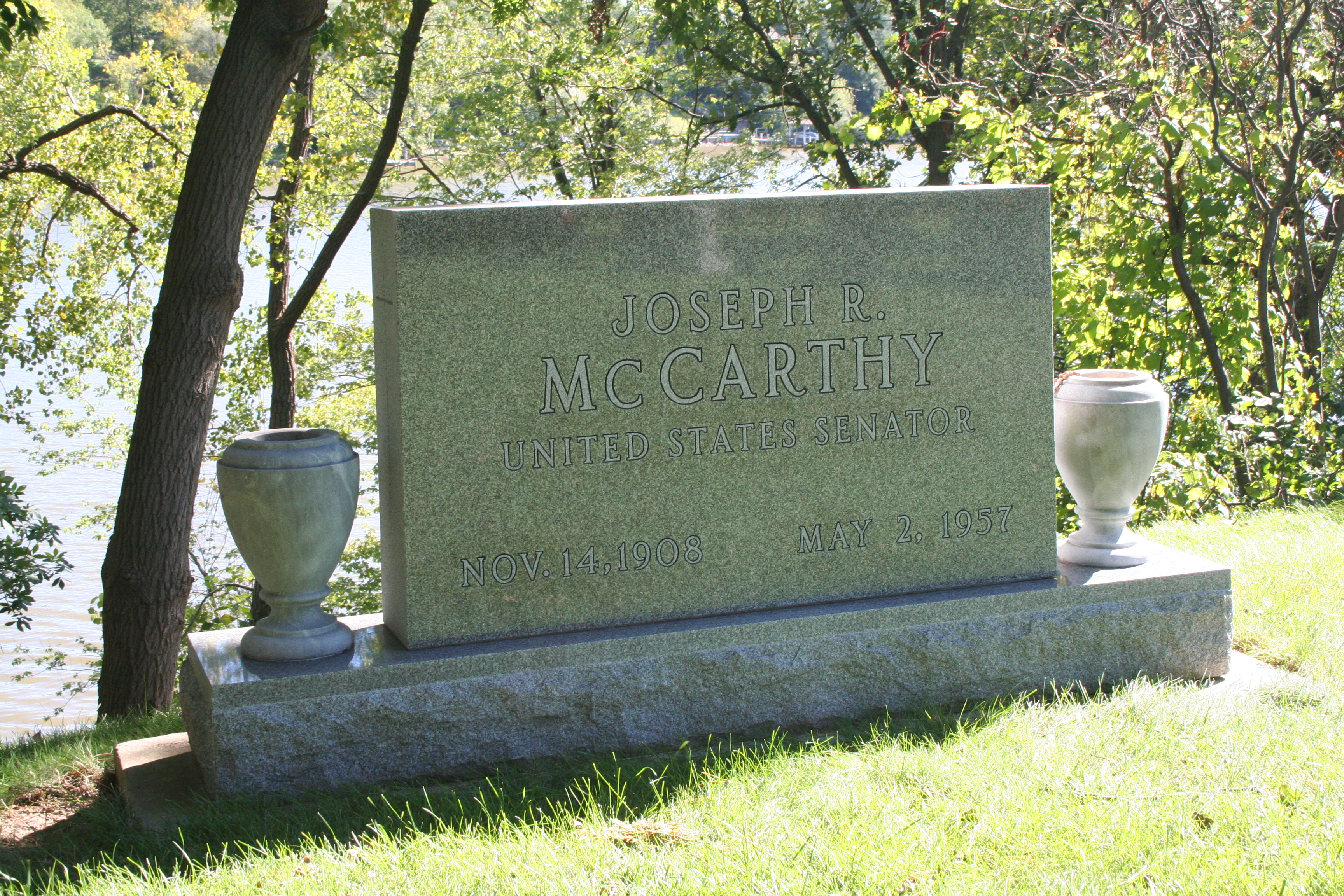
Stèle tombale de Joseph McCarthy, avec en arrière-plan la Fox River.

McCarthy ayant droit à des obsèques nationales, une messe de Requiem pontificale est célébrée le 6 mai dans la cathédrale Saint-Matthieu de Washington en présence de 70 membres du sénat, de personnalités officielles et de dignitaires du clergé. Il est enterré au cimetière paroissial St. Mary's Parish d'Appleton où 30 000 personnes défilent pour lui rendre un dernier hommage.
À l'été 1957, une élection sénatoriale partielle est convoquée dans le Wisconsin afin de pourvoir le siège laissé vacant par McCarthy. Les candidats des deux principaux partis, le républicain Walter J. Kohler Jr. et le démocrate William Proxmire, se positionnent ouvertement contre le bilan maccarthyste, le candidat démocrate allant jusqu'à qualifier McCarthy de « honte pour le Wisconsin, le Sénat et l'Amérique ». Soutenu dans son positionnement, il est facilement élu au Sénat (avec 15,93 points d'avance sur Kohler) et y siégera pendant plus de 36 ans. D'ailleurs, Joseph McCarthy reste à ce jour le dernier républicain à avoir occupé le siège de classe I du Wisconsin au Sénat américain.

## Postérité
Des journalistes et historiens comme M. Stanton Evans (en) ou Arthur L. Herman (en), considèrent que le rôle de McCarthy dans l'histoire de la guerre froide devrait être réévalué, le maccarthysme auquel son nom est associé lui forgeant une légende noire. Alors que la commission présidée par McCarthy a traqué d'éventuels agents, militants ou sympathisants communistes aux États-Unis, elle n'est pas impliquée dans les affaires les plus célèbres de cette période, la condamnation à mort d'Ethel et Julius Rosenberg, l'affaire de William Remington (en), d'Alger Hiss ou les auditions des Dix d'Hollywood.
Après avoir examiné les messages cryptés de plusieurs agences de renseignement soviétique (projet Venona) et les archives déclassifiées du KGB, l'historien John Earl Haynes (en) conclut que, sur 159 personnes figurant sur les listes utilisées ou mentionnées par McCarthy, la majorité pouvait être considérée comme menaçante pour la sécurité de l'État américain et que neuf d'entre elles avaient apporté leur aide à l'espionnage soviétique.
Ces ouvrages sont considérés comme du révisionnisme par plusieurs chercheurs qui rappellent que le maccarthysme, par sa campagne contre les communistes américains et contre les homosexuels, reste le symbole de l’intolérance et de la peur aveugle, reposant sur des dénonciations sans le moindre fondement rationnel ou des accusations sans preuve.
La mort de McCarthy est considérée comme suspecte par le théoricien du complot William Guy Carr, qui écrit que son bulletin de décès indique « cause unknown ».

## Dans les arts et la culture populaire

### Filmographie

#### Cinéma
Le personnage du sénateur John Yerkes Iselin dans Un crime dans la tête, sorti en 1962, est une référence directe à Joseph McCarthy.
Il apparait sous forme d'images d'archives dans Good Night and Good Luck de George Clooney en 2005.
En 2012, McCarthy est présent dans le docufiction The Real American – Joe McCarthy de Lutz Hachmeister sous les traits de John Sessions.
Randy Davison l'incarne ensuite en 2021 dans Billie Holiday, une affaire d'État de Lee Daniels.

### Télévision

#### Téléfilm
En 1977, Peter Boyle l'incarne dans le Tail Gunner Joe de Jud Taylor.
En 1992, il est incarné par Joe Don Baker dans Citizen Cohn, le persécuteur.

#### Série
En 2023, Il est incarné par Chris Bauer dans Fellow Travelers (2023).

#### Documentaire
En 2020, sort McCarthy, itinéraire d'un opportuniste, qui revient sur son histoire politique.

### Musique

#### Chanson
Joseph McCarthy est par ailleurs cité dans la chanson Exhuming McCarthy de R.E.M., présente sur l'album Document (1987). On peut y entendre des extraits de discours. Il est également présent dans le morceau We Didn't Start the Fire de Billy Joel sorti en 1989.

### Littérature

#### Roman
Joseph McCarthy et le maccarthysme sont l'un des sujets du roman Un autre monde (The Lacuna, 2009) de Barbara Kingsolver, qui obtient notamment le Prix Orange pour la fiction.

#### Défense de McCarthy
- How the Jewish Marxists in America Destroyed Joe McCarthy, par Scott Speidel, Florida State University, 1994
- Joe McCarthy Was Right
- Par l'hebdomadaire Human Events Online :
  - Editor Taints Recently Published Hearings: How Senate Historian Botched Data on McCarthy
  - Levin and Collins Trigger Disinformation: Senate Historian Clams Up When Queried On McCarthy
- Par The New American, John Birch Society :
  - McCarthy's "Witches"
  - The Real McCarthy Record
- Par Opinion Editorials, un site conservateur:
  - The 1950's Reign Of Terror Was AGAINST McCarthy - Not By Him!
- Blacklisted by History: The Untold Story of Senator Joe McCarthy and His Fight Against America's Enemies (en), M. Stanton Evans (en), 2007

#### Critiques de McCarthy
- Liens vers des livres
  - Richard H. Rovere, Senator Joe McCarthy (extrait)
  - Article extrait de From Seeds of Repression; Harry S. Truman and the Origins of McCarthyism par Athan Theoharis, Quadrangle Books, Chicago, 1971; McCarthy and McCarthyism in Wisconsin, Michael O'Brien, University of Missouri Press, Columbia and London, 1980; Blacklist: Hollywood on Trial, AMC, broadcast Feb 28, 1996
- Publications académiques
  - Jesse Friedman, The Fight for America (un essai qui affirme que McCarthy est le plus « grand démagogue de l'histoire des États-Unis »)
- Films :
  - Documentaire Les Derniers Jours du sénateur McCarthy de William Karel (2004)
  - Good Night and Good Luck de et avec George Clooney (2005)
  - Le Prête-nom (The Front) de Martin Ritt, avec Woody Allen (1976)